# الغابة للأشجار
الغابة للأشجار هو فيلم من نوع دراما أُصدر في 23 أكتوبر 2003. الفيلم من إخراج وسيناريو مارين ادي.

## القصة
تقع أحداث الفيلم في كارلسروه.

## طاقم التمثيل
- الونا شولز  [لغات أخرى]‏
- دانييلا هولتز
- Robert Schupp  [لغات أخرى]‏
- Eva Löbau [الإنجليزية]‏

## الإنتاج
موسيقى الفيلم التصويرية كانت من تأليف Ina Siefert ‏ وNellis Du Biel ‏.

## وصلات خارجية
- الغابة للأشجار على موقع IMDb (الإنجليزية)
- الغابة للأشجار على موقع نتفليكس (الإنجليزية)
- الغابة للأشجار على موقع ألو سيني (الفرنسية)
- الغابة للأشجار على موقع Turner Classic Movies (الإنجليزية)
- الغابة للأشجار على موقع أول موفي (الإنجليزية)
- الغابة للأشجار على موقع فيلمافينيتي (الإسبانية)
- الغابة للأشجار على موقع قاعدة بيانات الفيلم (الإنجليزية)
- الغابة للأشجار على موقع ليتربوكسد (الإنجليزية)
- الغابة للأشجار على موقع كينوبويسك (الروسية)